# Pyramida v Nakádě
Pyramida v Nakádě patří spolu s pyramidami, jež se nacházejí v Kule, Edfu, Záwijit el-Mejjitínu, Síle, Sinki a na Elefantině do skupiny sedmi velmi podobných malých stupňovitých pyramid, které jsou rozmístěny po celém Egyptě. Tato pyramida se nachází 300 metrů severně od starověkého města Ombu poblíž Nakády. Dochovaly se z ní jen rozvaliny. Roku 1895 zde prováděli výzkum William Flinders Petrie a James Edward Guibell.

## Datování a stavebník
Pyramida v Nakádě je datovaná do druhé poloviny 3. dynastie, přibližně mezi vládu Sechemcheta a Snofrua. Jejím stavebníkem mohl být faraon Hunej nebo Snofru.

## Funkce
Názory na funkci malých stupňovitých pyramid se různí. Jean-Philippe Lauer je označil za kenotafy královen z provincií, kde se narodily. Vito Maragioglio a Celeste Rinaldi se domnívali, že označovaly posvátná místa spjatá s mýtem o Horovi a Sutechovi. Nabil Svelim je považuje za památníky slunečního kultu. Podle Güntera Dreyera a Wernera Kaisera se jedná o památníky postavené poblíž provinčních center, které měly připomínat královu autoritu a přítomnost v místech vzdálených od hlavního města. Tuto teorii však zpochybnil Iorwerth Eiddon Stephen Edwards, který poukázal na pyramidu v Síle, jež stála přímo na dohled pyramidy v Médúmu a tak blízko hlavního města, že zde bylo zbytečné královu autoritu připomínat. Dieter Arnold se domníval, že pyramidy zhmotňovaly myšlenku počátečního pahorku.

## Popis
Pyramida byla vystavěna z hrubých kusů vápence místního původu, které byly pospojovány maltou z jílu a písku. Pyramida měla původně tři stupně. Dnes je vysoká pouze 4,5 metrů. Základna pyramidy má velikost 18,39 metru. Žádné chodby ani komory se v pyramidě zřejmě nenacházely. Východní strana je rovnoběžná s tokem Nilu. Sklon stěny pyramidy byl kolem 80°. Orientace pyramidy se odchyluje o 12° na severovýchod. Pod jihovýchodním nárožím objevili William Flinders Petrie a James Edward Guibell jámu s rozměry 1,25 x 2,00 metrů, která je zřejmě starší než pyramida. O substrukturu pyramidy se určitě nejedená a význam této jámy proto zůstává neznámým.